# Kelly Druyts
Kelly Druyts, née le 21 octobre 1989 à Wilrijk, est une coureuse cycliste belge. Sur piste, elle est championne du monde de scratch en 2014. Elle a auparavant été championne d'Europe espoirs de poursuite par équipes en 2010 avec Jolien D'Hoore et Jessie Daams. Elle a également remporté des titres de championne de Belgique dans plusieurs disciplines sur piste.

## Biographie

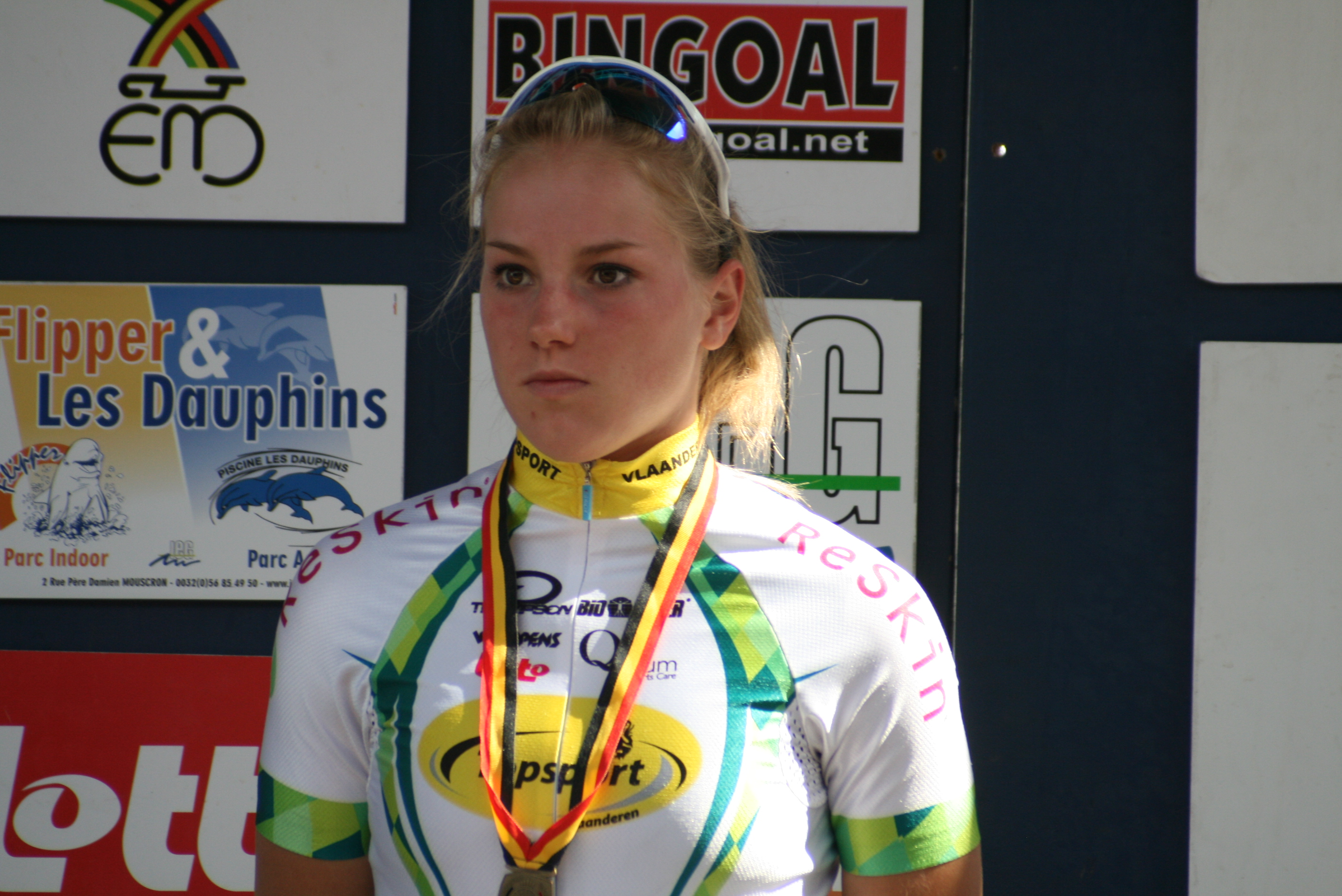
Kelly Druyts lors des championnats de Belgique du contre-la-montre en 2008, à Mouscron.

Kelly Druyts est issue d'une famille de cycliste. Elle est la sœur aînée de Gerry Druyts, né en 1991 et membre en 2013 de l'équipe EFC-Omega Pharma-Quick Step, Jessy Druyts, née en 1994 et passée professionnelle en 2012, Demmy Druyts, née en 1995 et troisième du championnat provincial de contre-la-montre d'Anvers en 2011, et Lenny Druyts, née en 1997, championne de Belgique débutants sur route (contre-la-montre) et sur piste (omnium) en 2012.
En 2006, Kelly Druyts est triple championne de Belgique sur piste chez les juniors (moins de 19 ans). L'année suivante elle remporte ses quatre premiers titres nationaux chez les élites : en poursuite individuelle, sur le keirin, la course aux points et en vitesse par équipes. En 2009, elle devient championne de Belgique de l'omnium et troisième du championnat de Belgique du contre-la-montre. Entre 2007 et 2014, elle remporte au total 24 titres de championne de Belgique sur piste.
En 2010, elle devient championne d'Europe de poursuite par équipes espoirs (moins de 23 ans) et vice-championne d'Europe du scratch espoirs. La même année, aux mondiaux sur piste à Ballerup, elle prend la quatrième place du scratch. Sur route, elle est deuxième du championnat de Belgique. Lors de la Coupe du monde sur piste 2011-2012, elle gagne une manche et le général du scratch. Lors des mondiaux sur piste 2012 à Melbourne, elle décroche la médaille de bronze du scratch. En 2014, elle devient championne du monde dans cette discipline, et la même année, elle obtient l'argent sur la course aux points aux championnats d'Europe.
Toujours en 2014, Kelly Druyts obtient deux succès sur route en remportant une étape du Trophée d'Or féminin et du Boels Ladies Tour. En 2018, elle gagne une étape du Tour de l'île de Zhoushan et du Panorama Guizhou International. En juillet 2018, elle court le BeNe Ladies Tour malgré sa grossesse et en août, elle met sa carrière en pause. En janvier 2019, elle donne naissance à une fille. Elle reprend la compétition en avril 2019.

## Palmarès sur piste

### Championnats du monde
- Pruszkow 2009
  - 7e du scratch
  - 9e de la poursuite par équipes
- Copenhague 2010
  - 4e du scratch
  - 9e de la poursuite par équipes
- Melbourne 2012
  -  Médaillée de bronze du scratch
  - 11e de la course aux points
- Cali 2014
  -  Championne du monde de scratch
  - 10e de la poursuite par équipes
  - 13e de la course aux points
- Saint-Quentin-en-Yvelines 2015
  - 7e du scratch
  - 12e de la course aux points

### Coupe du monde
- 2010-2011
  - 2e de la course aux points à Cali
- 2011-2012
  - Classement général du scratch
  - 1re du scratch à Cali

### Championnats d'Europe
| Espoirs - Minsk 2009 - Médaillée d'argent de la poursuite par équipes espoirs (avec Jolien D'Hoore et Jessie Daams) - Saint-Pétersbourg 2010 - Médaillée d'or de la poursuite par équipes espoirs (avec Jolien D'Hoore et Jessie Daams) - Médaillée d'argent du scratch espoirs | Élites - Baie-Mahault 2014 - Médaillée d'argent de la course aux points |

### Championnats nationaux
- Championne de Belgique de poursuite en 2007, 2009 et 2011
- Championne de Belgique de vitesse par équipes en 2007, 2008, 2009 et 2010
- Championne de Belgique de la course aux points en 2007, 2009, 2011, 2013 et 2014
- Championne de Belgique de keirin en 2007
- Championne de Belgique de poursuite par équipes en 2008, 2009, 2010 et 2011
- Championne de Belgique de scratch en 2008, 2011 et 2014
- Championne de Belgique de l'omnium en 2009 et 2011
- Championne de Belgique du 500 mètres en 2013 et 2014

## Palmarès sur route

### Par année
- 2006
  - 3e du championnat de Belgique sur route juniors
- 2008
  - 3e du championnat de Belgique du contre-la-montre
- 2009
  - Championne du Brabant flamand sur route
  - 3e du Circuit Het Nieuwsblad féminin
  - 3e du championnat de Belgique sur route
- 2010
  - 2e du championnat de Belgique sur route
- 2014
  - 6e étape du Trophée d'Or féminin
  - 4e étape du Boels Ladies Tour
  - 3e du Diamond Tour
  - 7e du Tour de Bochum (Cdm)
- 2015
  - 2e du Diamond Tour
- 2016
  - 3e du Trofee Maarten Wynants
- 2017
  - 3e du championnat de Belgique sur route
- 2018
  - 3e étape du Tour de l'île de Zhoushan
  - 3e étape du Panorama Guizhou International

### Classements mondiaux
| Année                                 | 2009 | 2010 | 2011 | 2012 | 2013 | 2014 | 2015 | 2016 | 2017 | 2018 | 2019 | 2020 | 2021 | 2022 | 2023 | 2024 |
| ------------------------------------- | ---- | ---- | ---- | ---- | ---- | ---- | ---- | ---- | ---- | ---- | ---- | ---- | ---- | ---- | ---- | ---- |
| Classement UCI                        | 86e  | 138e | nc   | 109e | 134e | 62e  | 95e  | 146e | 226e | 98e  | 148e | nc   | 836e | 444e | 222e | 853e |
| UCI World Tour                        |      |      |      |      |      |      |      | nc   | nc   | 87e  | nc   | nc   | nc   | nc   | nc   | nc   |
|                                       |      |      |      |      |      |      |      |      |      |      |      |      |      |      |      |      |
| Légende : nc = non classéSource : UCI |      |      |      |      |      |      |      |      |      |      |      |      |      |      |      |      |